# Пирамида Солнца
Пирами́да Со́лнца — крупнейшая постройка города Теотиуакан и одна из самых крупных в Мезоамерике. Она располагается на Тропе Мёртвых между пирамидой Луны и Цитаделью в тени массивной горы Серро-Гордо и является частью большого храмового комплекса. Пирамида находится в 40 км от столицы Мексики — Мехико, в северо-восточном направлении. Высота пирамиды 64,01 метра (200 футов).

## История
Название «Пирамида Солнца» придумали ацтеки, посетившие заброшенный к тому моменту Теотиуакан в XIII веке. Они полагали, что в этом месте однажды собрались боги, чтобы насытить Космос новыми силами. Город связан с космологическим мифом о сотворении светил — Солнца и Луны. Бернардино де Саагун писал во «Всеобщей истории событий Новой Испании», что в этом месте боги решали, кто из них будет освещать мир: «Говорят, что до того, как в мире появился день, собрались боги в некоем месте, называемом Теотиоакан [Teutioacan], которое [сегодня] является селением Сан-Хуан между Чиконаутланом [Chicunauhtlan] и Отомбой [Otumba]». В связи с мифологическими представлениями и берёт своё название Теотиуакан — «место, где люди стали богами». Также возможны другие переводы: «место, где рождаются боги», «место апофеоза», «обитель богов». Как называли город и пирамиду сами теотиуаканцы, неизвестно. Вместе с тем, названия пирамиды Солнца и расположенной рядом Луны возможно отражают историко-мифологическое значение, придававшееся их строителями. Такой точки зрения придерживался исследователь Майкл Ко, писавший по этому поводу, что вероятно они дошли в современную эпоху из легенд и отражают их посвящение богам Солнца и Луны. Кроме того, это не противоречит астрономической ориентации сооружений.

## Устройство и ориентация пирамиды

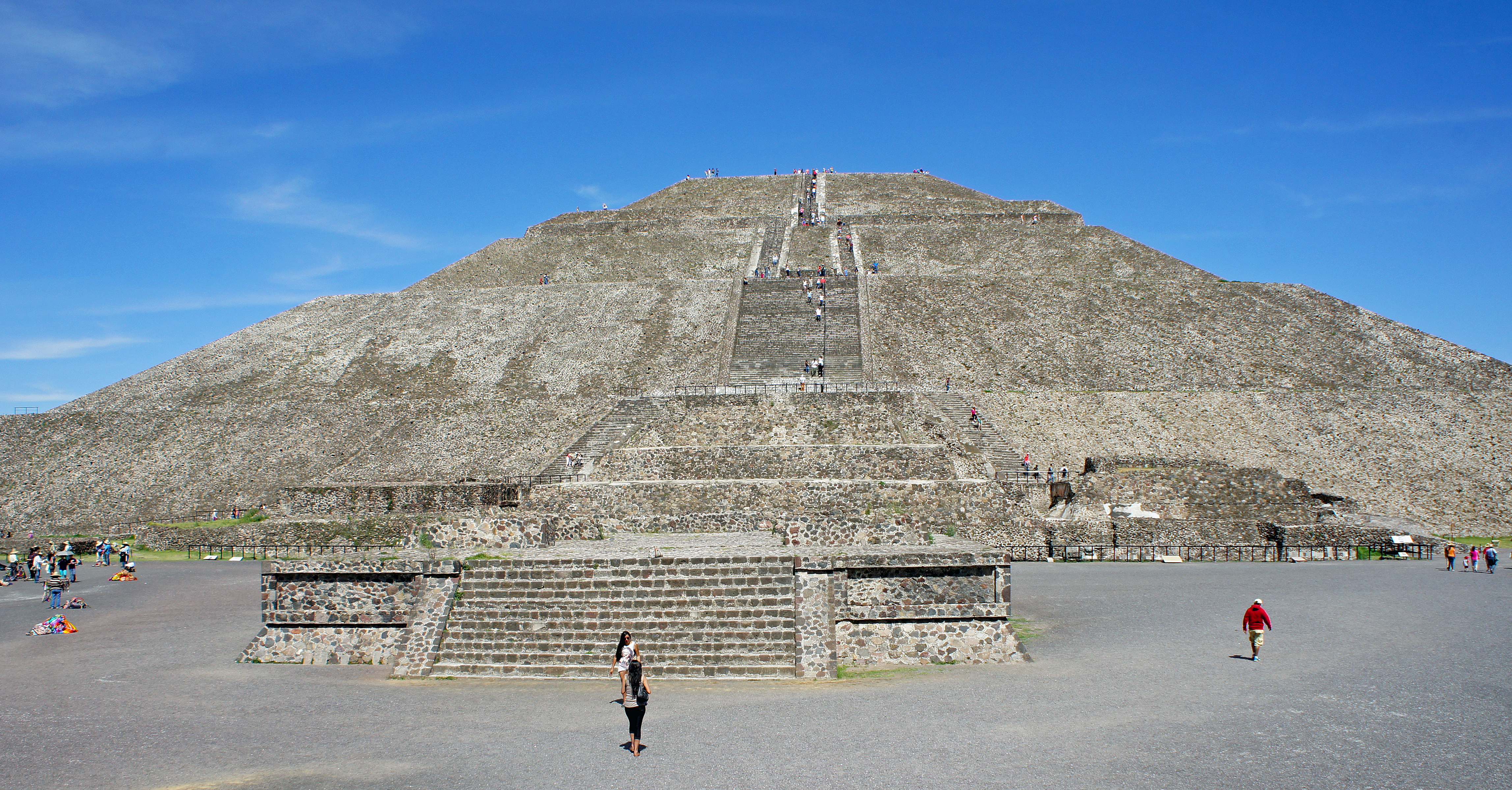
Пирамида Солнца, Теотиуакан

Пирамида состоит из двух уровней. Первый построен в приблизительно 100 году н. э., и длина его основания лишь на 3 % меньше пирамиды Хеопса в Гизе, Египет. Длина сторон основания пирамиды составляет 211, 207, 217, 209 м. Предполагается, что такой выбор был не ошибочен и не случаен. Площадь основания 225×225 м, а высота составляет 64 м. Это делает Пирамиду Солнца восьмой по размеру пирамидой в мире после Великой Пирамиды в Чолулу в Мексике (77 м), пирамиды Менкаура (66 м), пирамиды в Медуме (93,5 м), Ломаной пирамиды (104,7 м), Розовой пирамиды (109,5 м), пирамиды Хафра (143,9 м) и пирамиды Хуфу в Египте (146 м). На втором уровне некогда существовал не сохранившийся до наших дней алтарь, построенный в начале III в., приблизительно в то же время, когда были возведены Цитадель и храм Пернатого Змея в Шочикалько. Разрушение храма на вершине пирамиды природой или человеком до начала археологических исследований не позволяет идентифицировать храм, как место поклонения определённому божеству.
Поверхность пирамиды теотиуаканцы покрасили раствором извести, добываемой неподалёку, и покрыли яркой настенной росписью. Время смыло за века штукатурку и краски. Сохранились лишь обрывочные изображения лап и головы ягуара, гремучей змеи.
Вероятно, ориентация пирамиды имеет некоторое астрономическое значение, возможно связанное с цикличностью человеческой жизни. Она ориентирована с уклоном на северо-запад к точке захода солнца на горизонте, когда дважды в год — 12 августа и 29 апреля — предопределялся календарный год теотиуаканцев. День 12 августа примечателен тем, что он знаменует дату начала новой эры и считается отправной точкой в составлении просчитанного на годы вперёд календаря майя. Кроме того, с пирамиды производились астрономические наблюдения, которые были необходимы и для планирования сельского хозяйства, и для проведения религиозных культов.

## Современные исследования

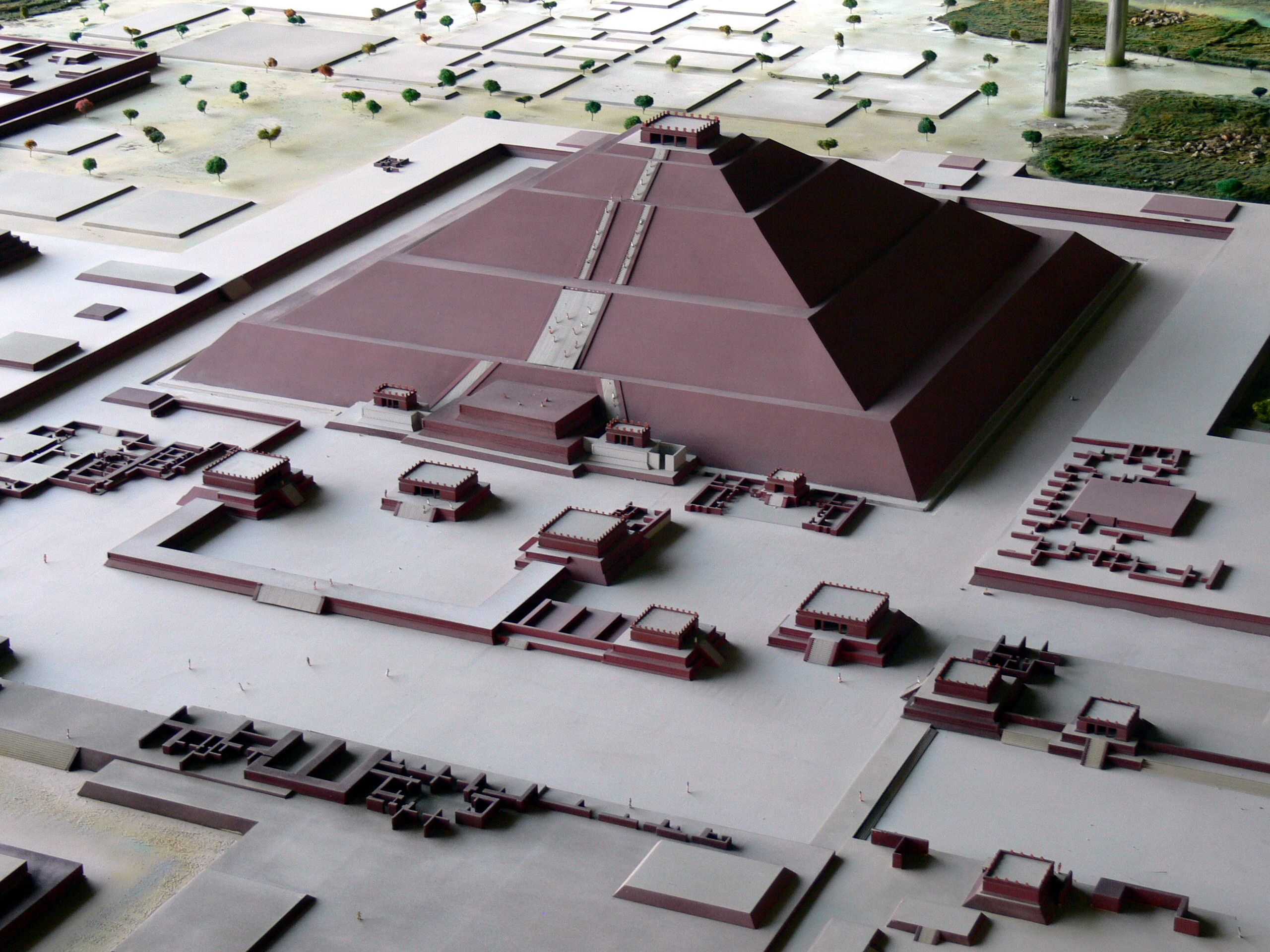
Воссоздание первоначального облика пирамиды на макете

Широкомасштабные исследования пирамиды были предприняты в 1906 году Леопольдо Батресом по указанию президента Порфирио Диаса. Одновременно преследовалась цель подчеркнуть культурное богатство Мексики памятниками доколумбового периода, и подготовиться к празднованию 100-летнего юбилея мексиканской независимости в 1910.
В 1971 году были проведены новые раскопки и исследования, показавшие, что под пирамидой Солнца проложен рукотворный туннель. Он ведёт к «пещере», расположенной на глубине 6 метров прямо под центром пирамиды. Первоначально считалось, что туннель имеет естественное происхождение, выжженное потоком лавы, а пещера, согласно ацтекской мифологии, является легендарной Чикомосток, прародиной всех людей. Однако последние раскопки доказали, что туннель и пещера были построены людьми и служили, скорее всего, царской усыпальницей. С помощью мюонового детектора была предпринята попытка обнаружения других камер в пределах площади пирамиды, но постоянное разграбление помешало установить истинное назначение камер в теотиуаканском обществе.
Лишь некоторое число артефактов было обнаружено внутри и вокруг пирамиды. Обсидиановые наконечники и человеческие фигурки также были найдены и в соседних пирамиде Луны и в храме Пернатого Змея в Теотиуакане и, вероятно, являются жертвенными подношениями. Уникальный исторический артефакт был обнаружен у подножия пирамиды в конце XIX века — это Теотиуканский Оцелот, ныне занимающий место в коллекции Британского музея. Дата создания артефакта варьируется между 150 годом до н. э. и 750 годом н. э. В границах пирамиды было найдено 16 захоронений. Предполагается, что это число имело символическое значение, как у племенных групп строителей пирамид, так и у ольмеков, чья культура предшествовала им.В углах основания пирамиды были вскрыты захоронения детей, которые, как считается, были принесены в жертву.

## Галерея изображений

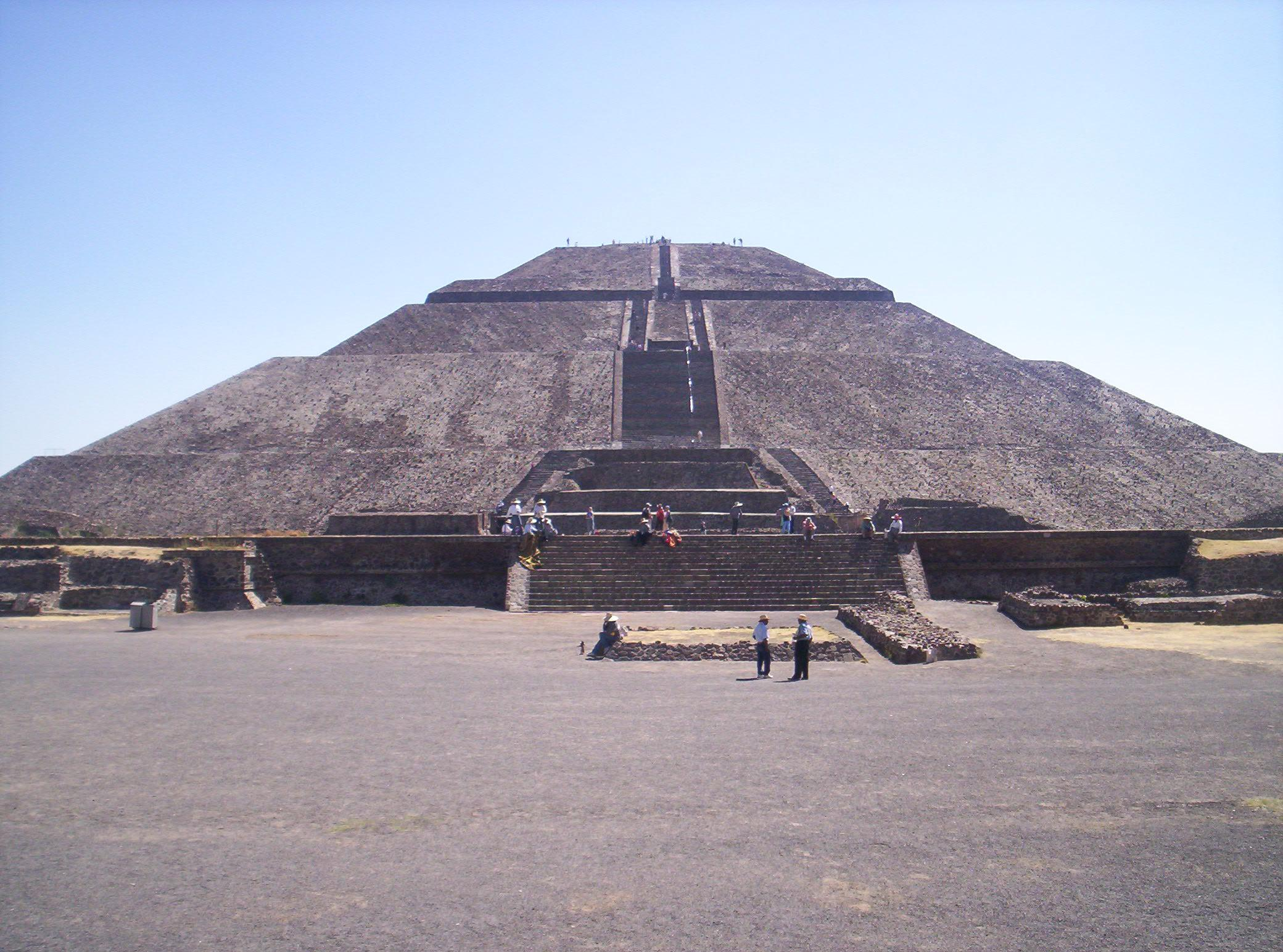
Пирамида Солнца, вид спереди
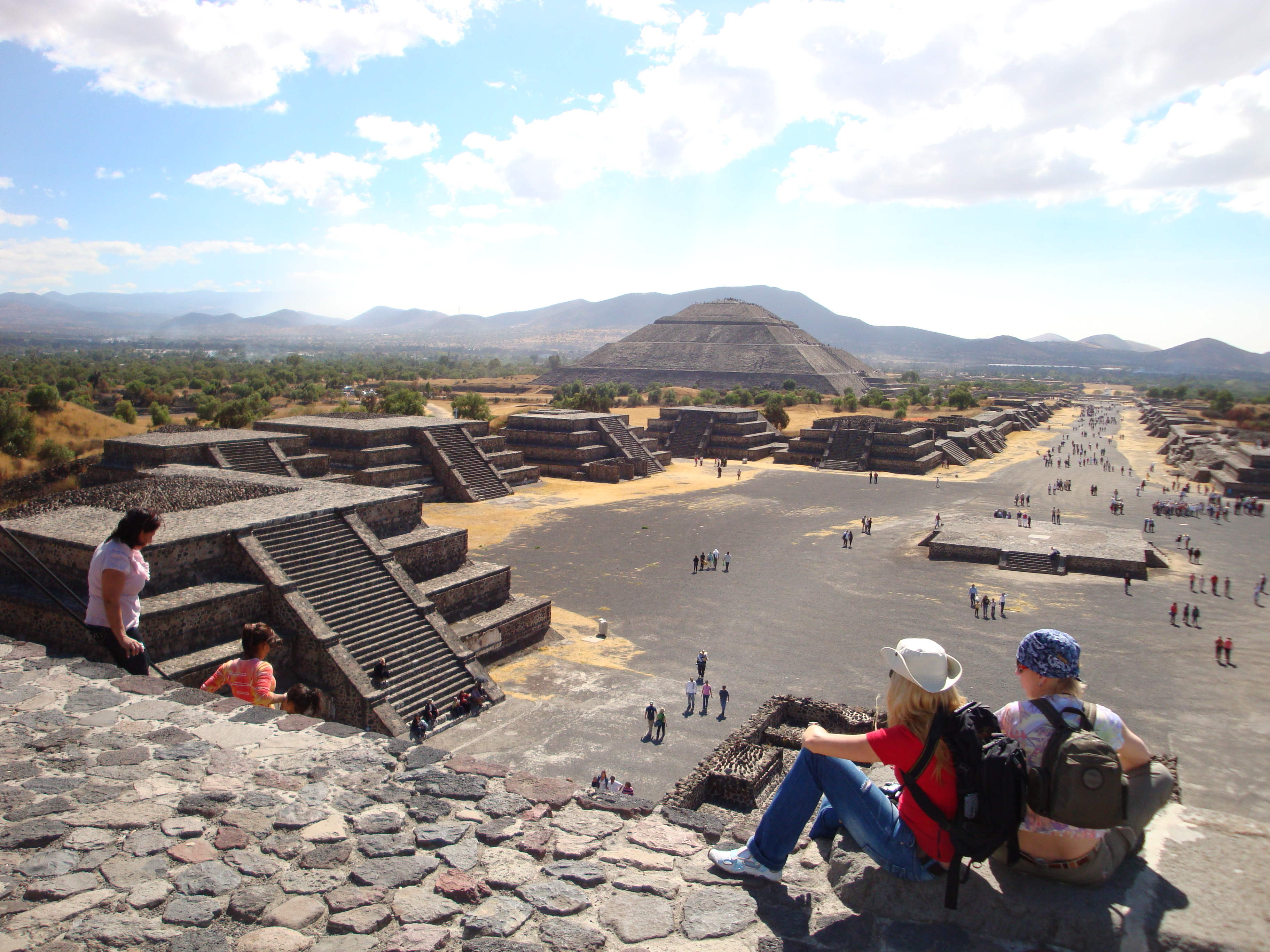
Пирамида Солнца и Дорога Мёртвых, Теотиуакан, вид с пирамиды Луны
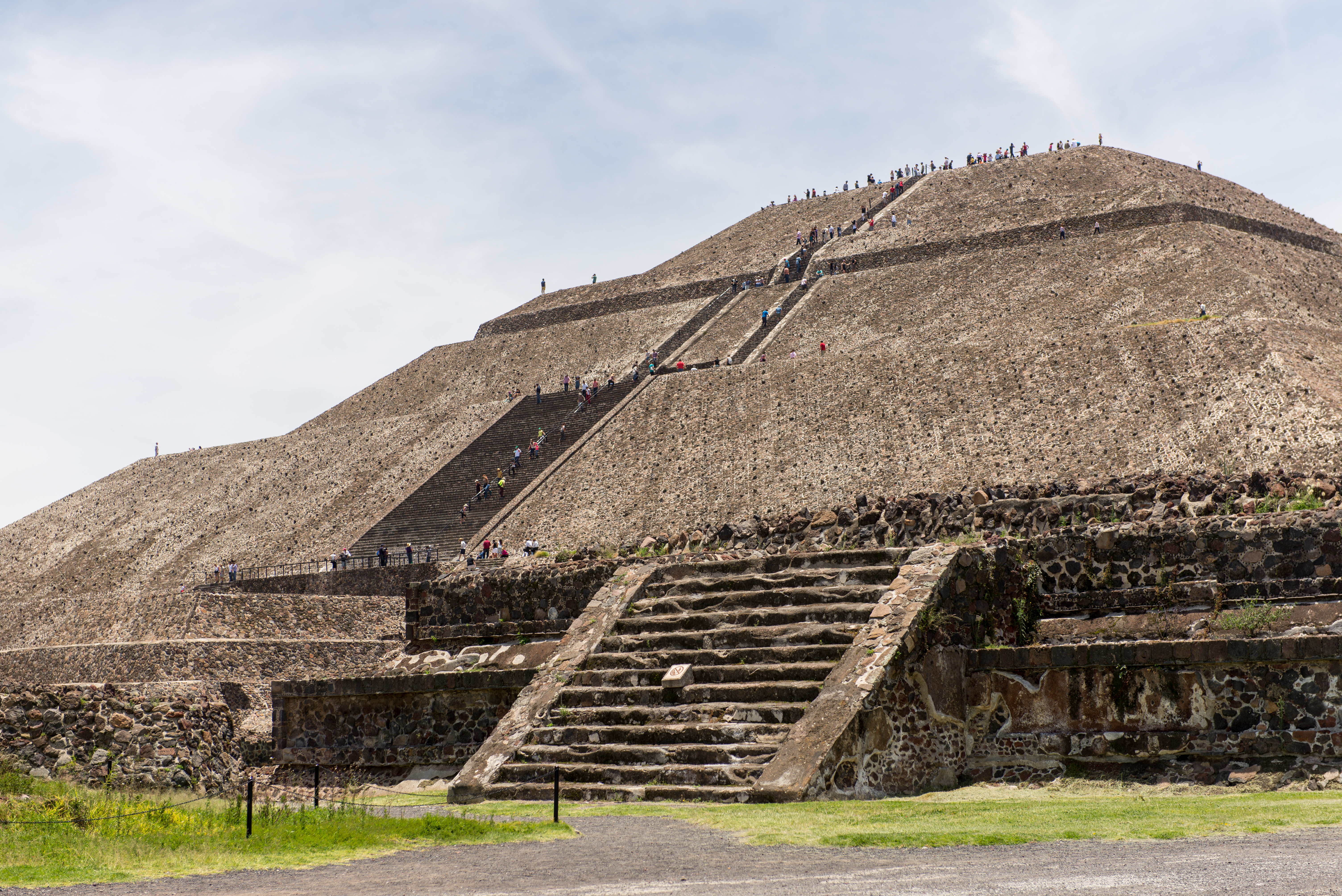
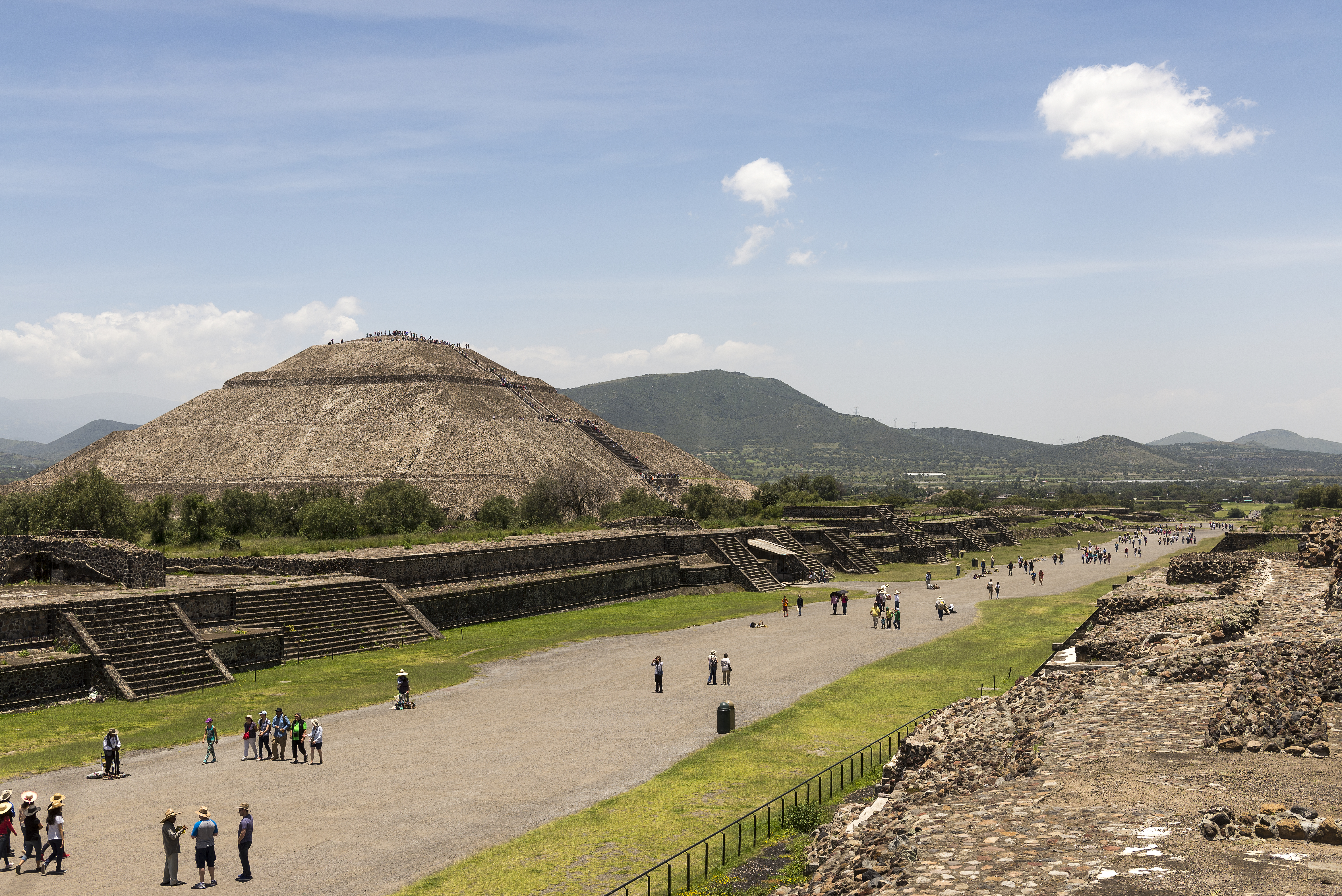
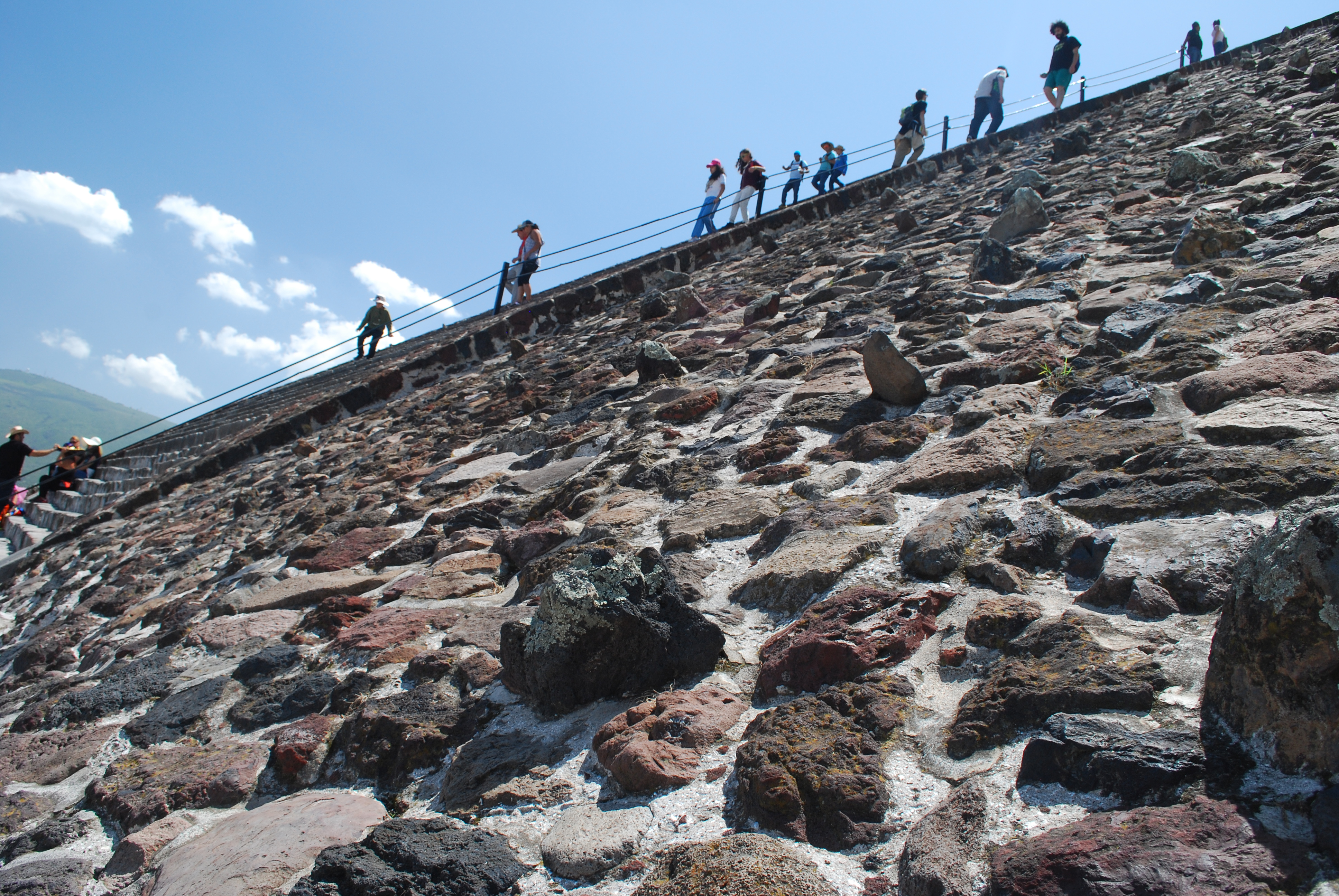
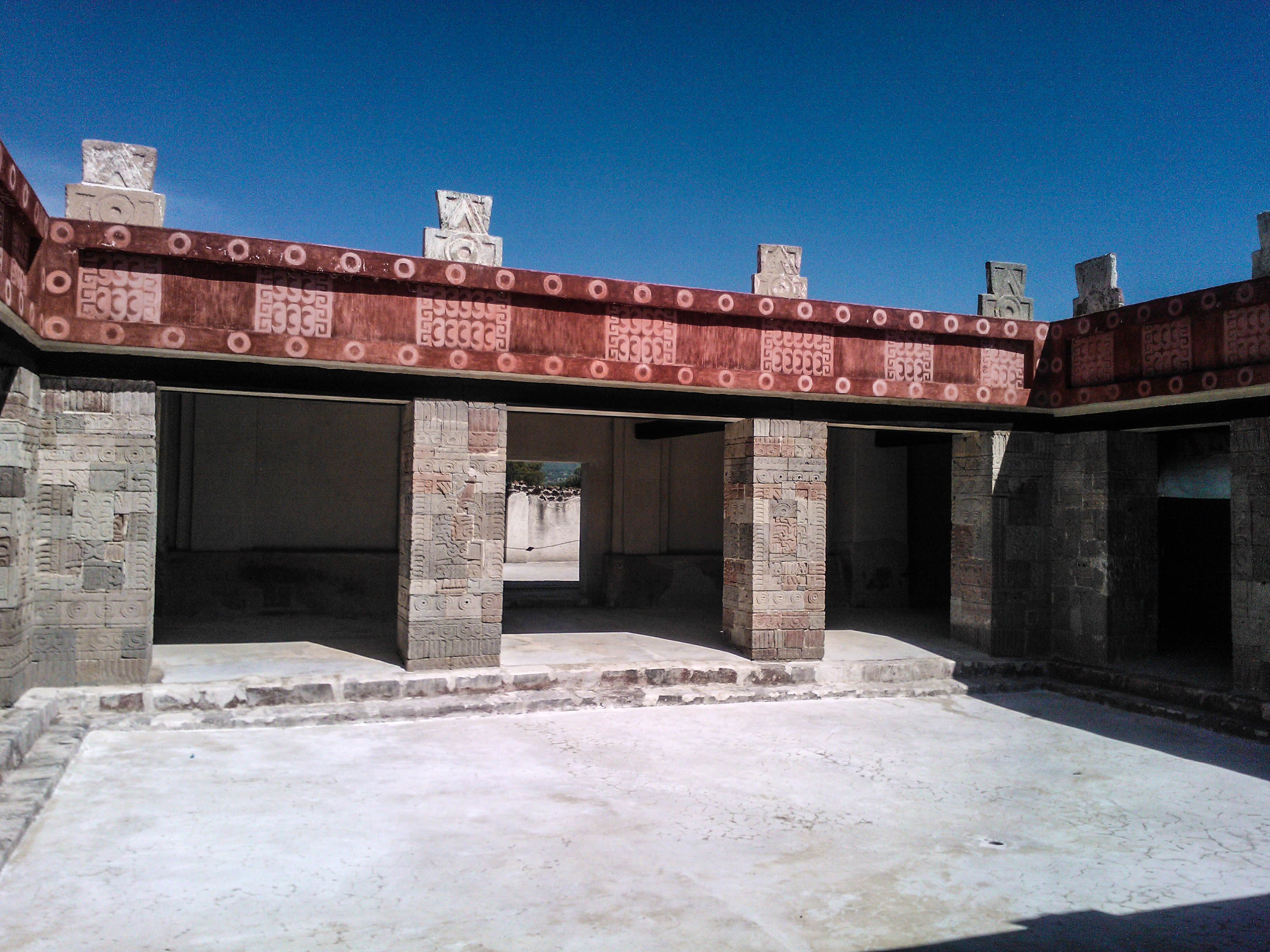
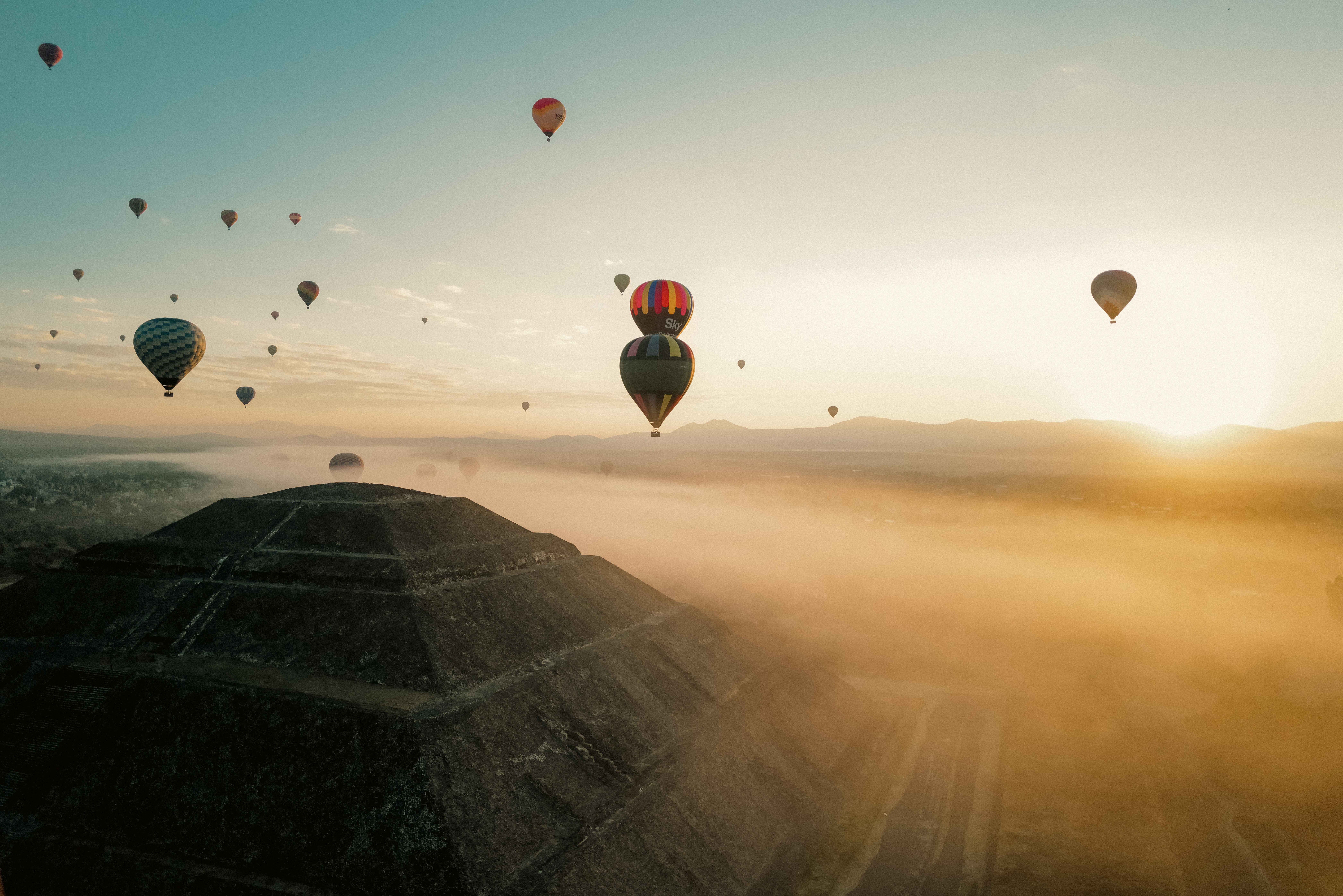
Пирамида солнца в Теотиуакане во время восхода солнца